# Тилигульский (ландшафтный парк, Одесская область)

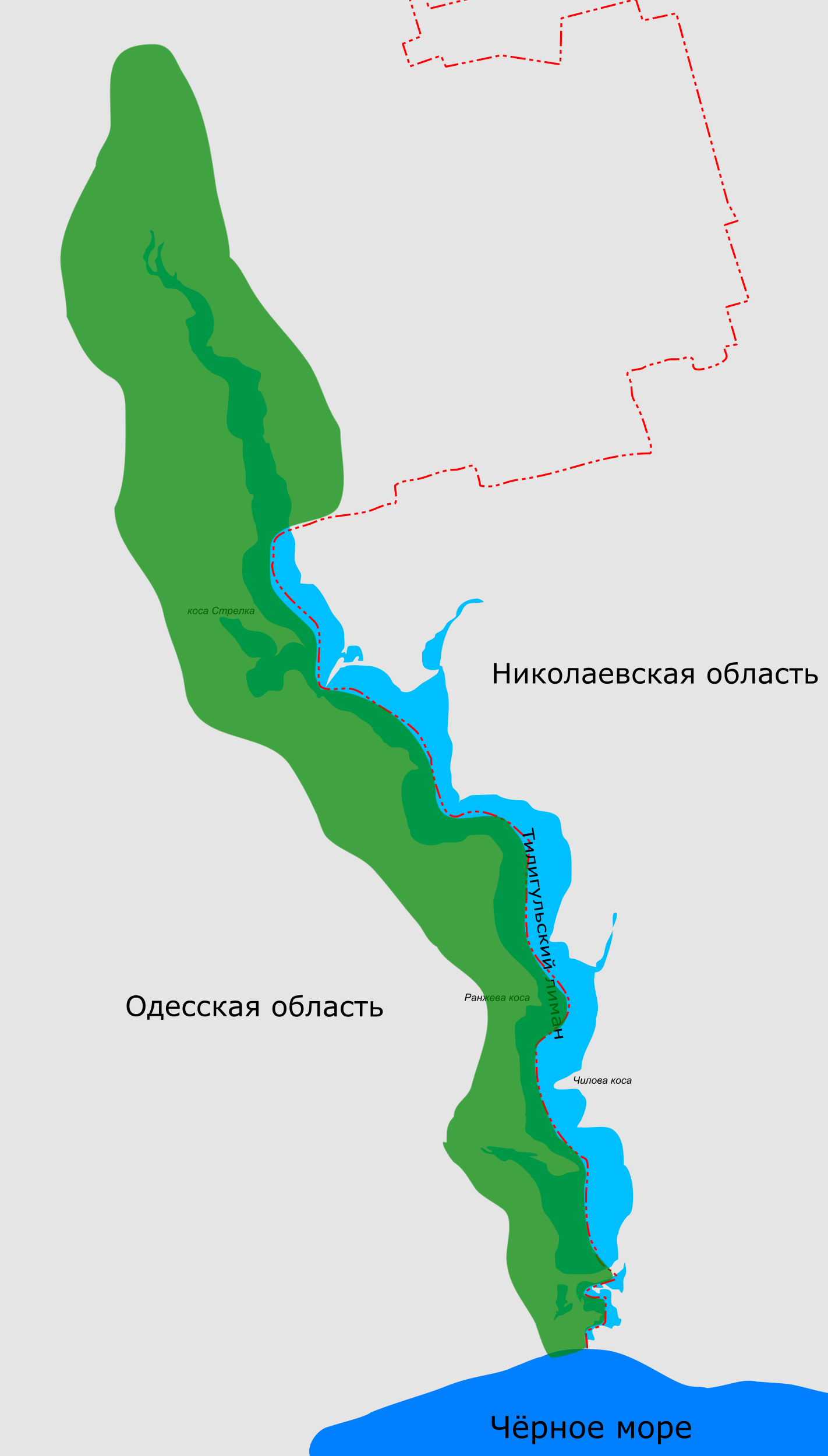
Территория парка отмечена зелёным

Тилигульский региональный ландшафтный парк Одесской области — ландшафтный парк, расположенный на западном побережье Тилигульского лимана в пределах Одесской области Украины. Парк создан в [1997] году решением Одесского областного совета на площади 13954 га. 

## Территория парка
Территория парка охватывает участки, богатые флорой и фауной и имеет большую ценность как местообитание водно-болотных птиц (гнездовья, зимовка, пребывание во время сезонных миграций).
В соответствии с решением Одесского областного совета от 25.11.1997 № 176-XXII площадь парка составляет 13 954 га, в том числе: 3973 га суши, из которых 2405,25 га приходится на Лиманский  район, а 1567,7 га — на Березовский район и 9981 га — акватории лимана. При создании парка земельные участки у хозяев и пользователей не изымались.На территории парка находится соединительный канал между лиманом и Черным морем.
В состав парка входят 5 заказников, один из которых является заказником общегосударственного значения и четыре заказника имеют статус местного значения: «Косая Стрелка» (орнитологический, общегосударственного значения), «Калиновский» (ботанический, местного значения), «Тилигульская пересыпь» (орнитологический,местного значения), «Новониколаевский» (ландшафтный, местного значения), «Каировский» (ландшафтный, местного значения).
Задачи, научный профиль, характер функционирования, структура и режим территории парка определяется в Положении о региональном ландшафтном парке "Тилигульский", а также в проекте организации его территории, охраны, возобновления и рекреационного использования природных комплексов и объектов.
Администрация парка находится в ведении Одесского областного совета, размещается в пгт Доброслав Лиманского района. 

## Флора и фауна
На побережье Тилигульского лимана в пределах парка насчитывается около 350 различных видов высших растений, из которых 18 занесены в Красную книгу Украины: гимноспермиум одесский, позднецвет анкарский, шафран сетчатый, тюльпан Биберштейна, тюльпан Шренка, подснежник Эльвейза, ряст ущельный, горицвет весенний, сон чернючий, штернбергия осенняя, пролесок двулистный, белевалия сарматская, гиацинтик бледный, ряска Буше, ряска Коха, астрагал шерстистоцветочный, эремогоне говастая, ковыль Лессинга, ковыль украинский, петушок карликовый, миндаль степной, таволга зверобоелистная, эфедра двухколосая.
В пределах парка отмечено 384 вида позвоночных животных, в том числе 56 видов рыб, 5 — амфибий, 8 — рептилий, 120 — птиц, 26 видов млекопитающих. Общая численность птиц составляет от 2000 до 7000 пар. Количество зимующих птиц составляет около 10000 особей, а пролетающих — около 8000 особей. Основными местами гнездования являются заросли камыша в верхней части лиман и песчаные острова в его нижней части. Тилигульская пересыпь является традиционным местом концентрации птиц во время миграций. Из занесенных в Красную книгу Украины видов птиц тут встречаются: малый баклан, ходулечник, морской зуек (20-80 пар), кулик сорока, колпица, коровайка (200 пар), желтая цапля и пр. Кроме того здесь зимует больше 25 % европейской популяции большой белой цапли и постоянно обитает около 900 особей этого вида.

## История
Парк создан в 1997 году решением Одесского областного совета от 25.11.97 № 176-XXІІ на территории водно-болотных угодий международного значения "Тилигульский лиман" (постановление Кабинета Министров Украины от 23 ноября 1995 года № 935 "О мерах по сохранению водно-болотных угодий, имеющих международное значение") с целью охраны их уникальных природных комплексов, имеющих согласно критериям Рамсарской Конвенции 1971 года природоохранную, рекреационную, научную,
эстетическую ценность и международное значение главным образом как место обитания водоплавающих птиц. 